# Sites culturels construits d'intérêt national en Finlande
L'inventaire des sites culturels construits d'intérêt national (finnois : Valtakunnallisesti merkittävät rakennetut kulttuuriympäristöt Suomessa) est un inventaire effectué par la Direction des musées de Finlande à la suite d'une décision du gouvernement finlandais datée du 22 décembre 2009.

## Cible de l'inventaire
L'inventaire vise à refléter la diversité de l'environnement bâti de Finlande. Il vise aussi à protéger les objets qui sont autant que possible représentatif de l'histoire de la Finlande et de son développement. Ces sites sont généralement des bâtiments individuels ou de plus grandes structures. L'inventaire comporte des éléments des milieux agricoles et industries. Il comprend aussi des bâtiments gouvernementaux, des transports, des églises, des manoirs, des châteaux, de vieux villages et des villes en bois, ainsi que des éléments issus de la Seconde Guerre mondiale.
Un nouvel inventaire a été effectuer pour remplacer le précédent datant de 1993. Il existe en version imprimé précédente ou en ligne.

## Galerie

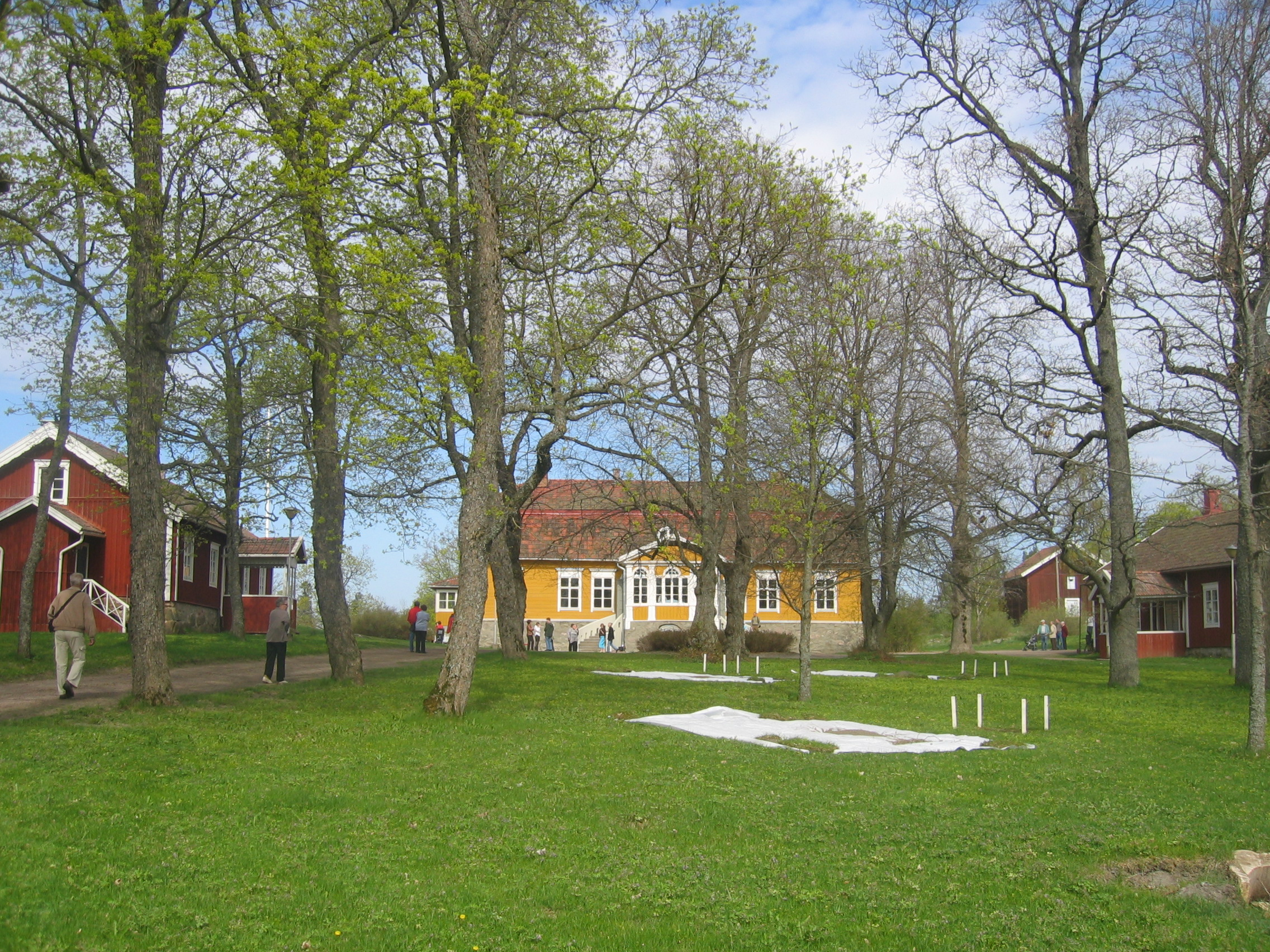
Manoir de Saari (fi) à Mietoinen.
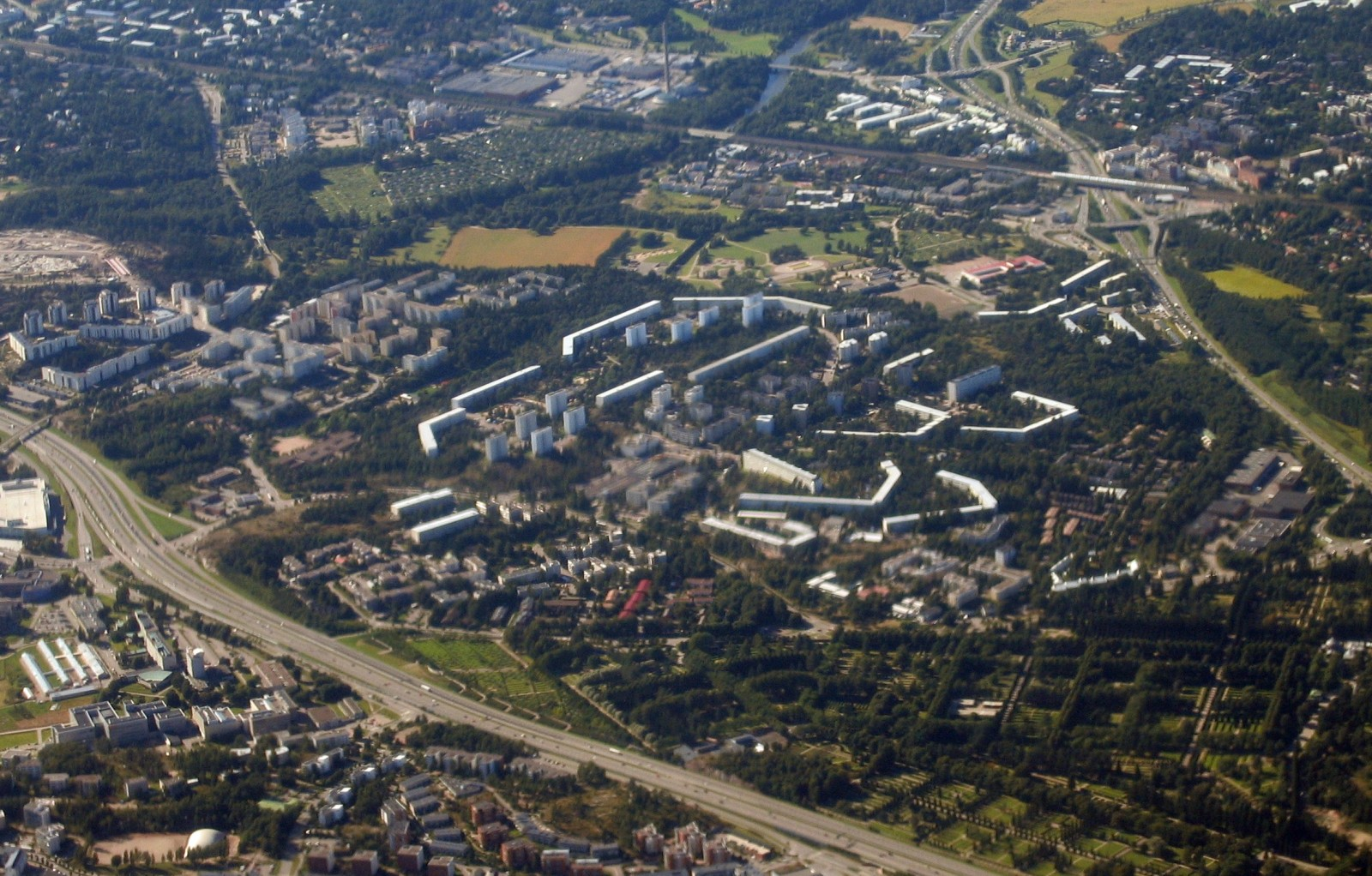
Pihlajamäki à Helsinki.
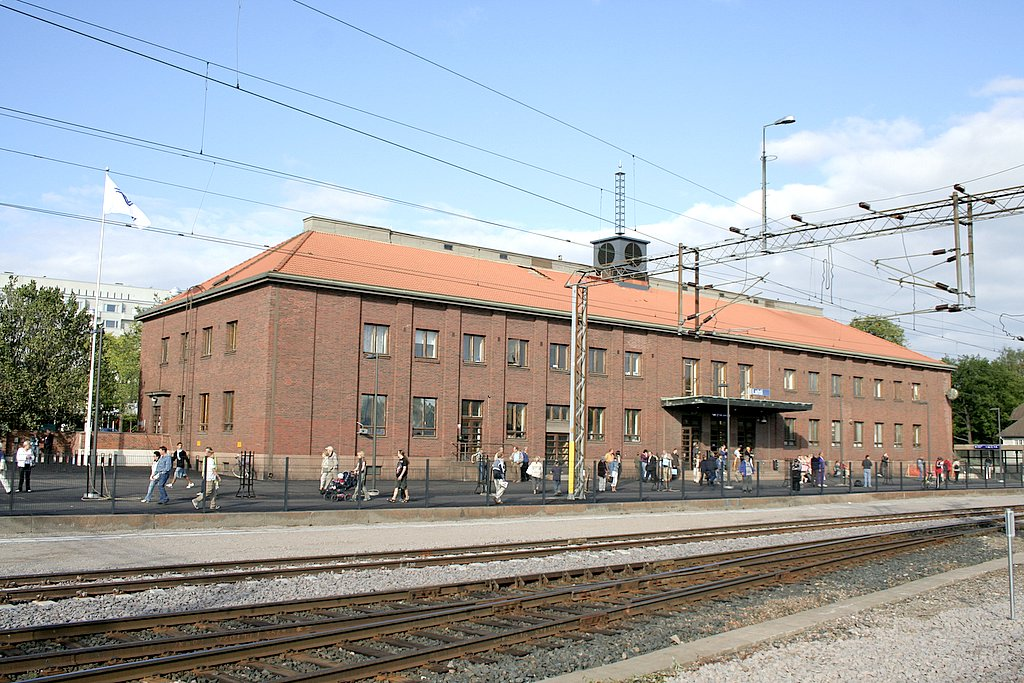
Gare de Lahti.
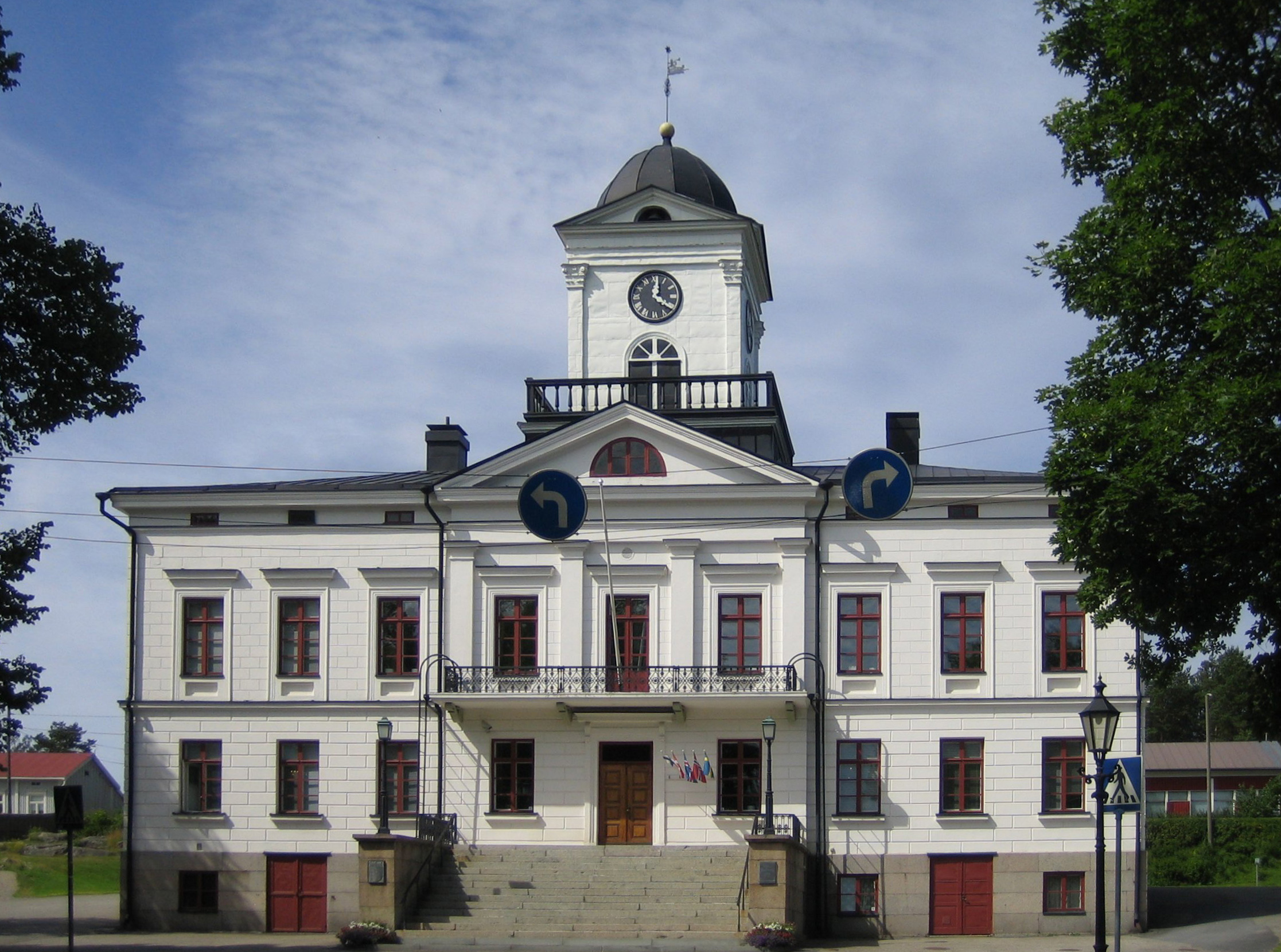
Mairie de Kristiinankaupunki.
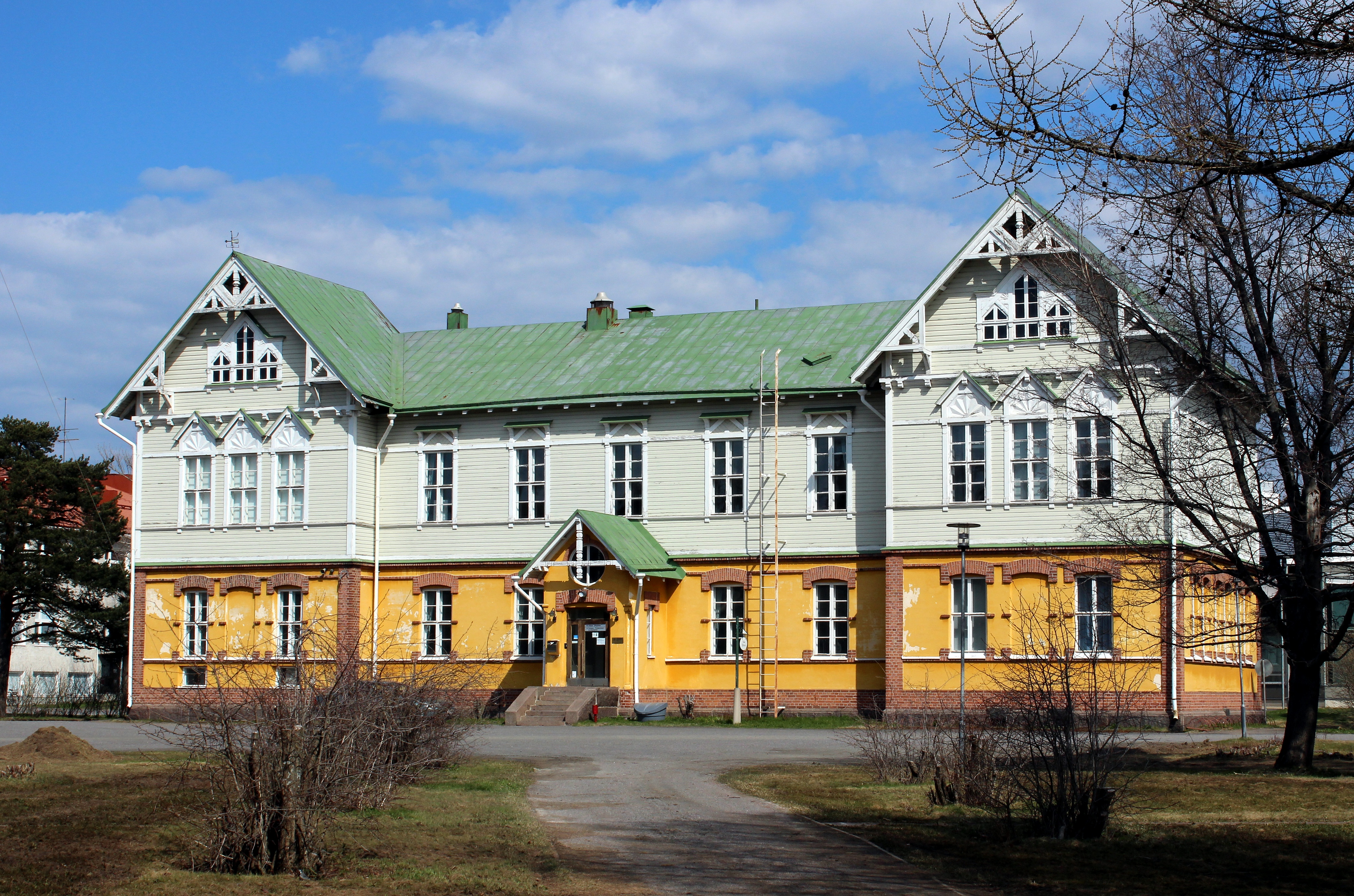
Séminaire de Raahe